# Steamboat Willie
Steamboat Willie is een tekenfilm uit 1928 van Walt Disney en Ub Iwerks. Het was een van de eerste tekenfilms met synchroon geluid.

## Verhaal
Mickey Mouse bestuurt een raderstoomboot genaamd "Willie" en beeldt zich in dat hij de kapitein is. Dan verschijnt echter de echte kapitein, Boris Boef, en hij jaagt Mickey weg en neemt het roer over.
Even later meert de boot aan bij een ponton om enkele dieren (waaronder Clarabella Koe) mee aan boord te nemen. Ook Mickeys vriendin  Minnie probeert aan boord te komen. Dit mislukt, maar met een hijskraan lukt het Mickey om haar alsnog aan boord te hijsen. Minnie verliest daarbij echter haar partituur van Turkey in the Straw, die wordt opgegeten door een geit die ook aan boord is gekomen. Mickey en Minnie besluiten nu de geit te gebruiken als fonograaf door aan de staart te draaien, zodat het stuk toch te horen is. De tanden van Clarebella worden als xylofoon gebruikt.
Dan verschijnt Boris Boef weer. Hij is zwaar geërgerd door al het lawaai en laat Mickey gedurende de rest van de reis aardappels schillen. Mickey wordt terwijl hij aan het werk is uitgelachen door de papegaai van Boris.

## Achtergronden
In tegenstelling tot wat algemeen wordt aangenomen, was dit niet de eerste tekenfilm waarin Mickey en Minnie Mouse te zien waren.
Mickey en Minnie hadden al eerder gefigureerd in twee andere tekenfilms, eveneens uit 1928: Plane Crazy en The Gallopin' Gaucho.